# ياميلا رودريغيز
ياميلا تامارا رودريغيز (مواليد 24 يناير 1998) هي لاعبة كرة قدم أرجنتينية محترفة تلعب كمهاجمة لصالح نادي جريميو البرازيلي في دوري الدرجة الأولى البرازيلي ومنتخب الأرجنتين للسيدات.
تلقت انتقادات على وسائل التواصل الاجتماعي بسبب وشم رونالدو وهو الامر الذي دافعت عن عنه ياميلا بسبب وشم كريستيانو رونالدو على ساقها اليسرى، منافس ميسي الكبير والتي تحمل أيضا وشم الأسطورة الأرجنتيني دييغو مارادونا على فخذها الأيسر، قائلة وجود نجم البرتغال ليس علامة على عدم تقديرها لنجمها الفائز بكأس العالم ليونيل ميسي، لكن حقيقة مصدر إلهامها هو كريستيانو رونالدو لا تعني أنني أكره ميسي".